# Université de Gambie
L'université de Gambie (UTG) est un établissement d'enseignement supérieur situé à Serrekunda, la plus grande ville de la République de Gambie.

## Historique
L'UTG a été fondée en mars 1999 à la suite d'une loi promulguée par l'Assemblée nationale du pays.

## Composantes
L'UTG est composée de plusieurs écoles, :
- École d'agriculture et des sciences de l'environnement
- École des arts et des sciences
- École de commerce et d'administration publique
- École d'éducation
- École de droit
- École d'ingénierie et d'architecture
- École de médecine et des sciences de la santé
- École des technologies de l'information et de communication
- École des études supérieures et de recherche
- École du développement rural